# منع بيع العلك في سنغافورة

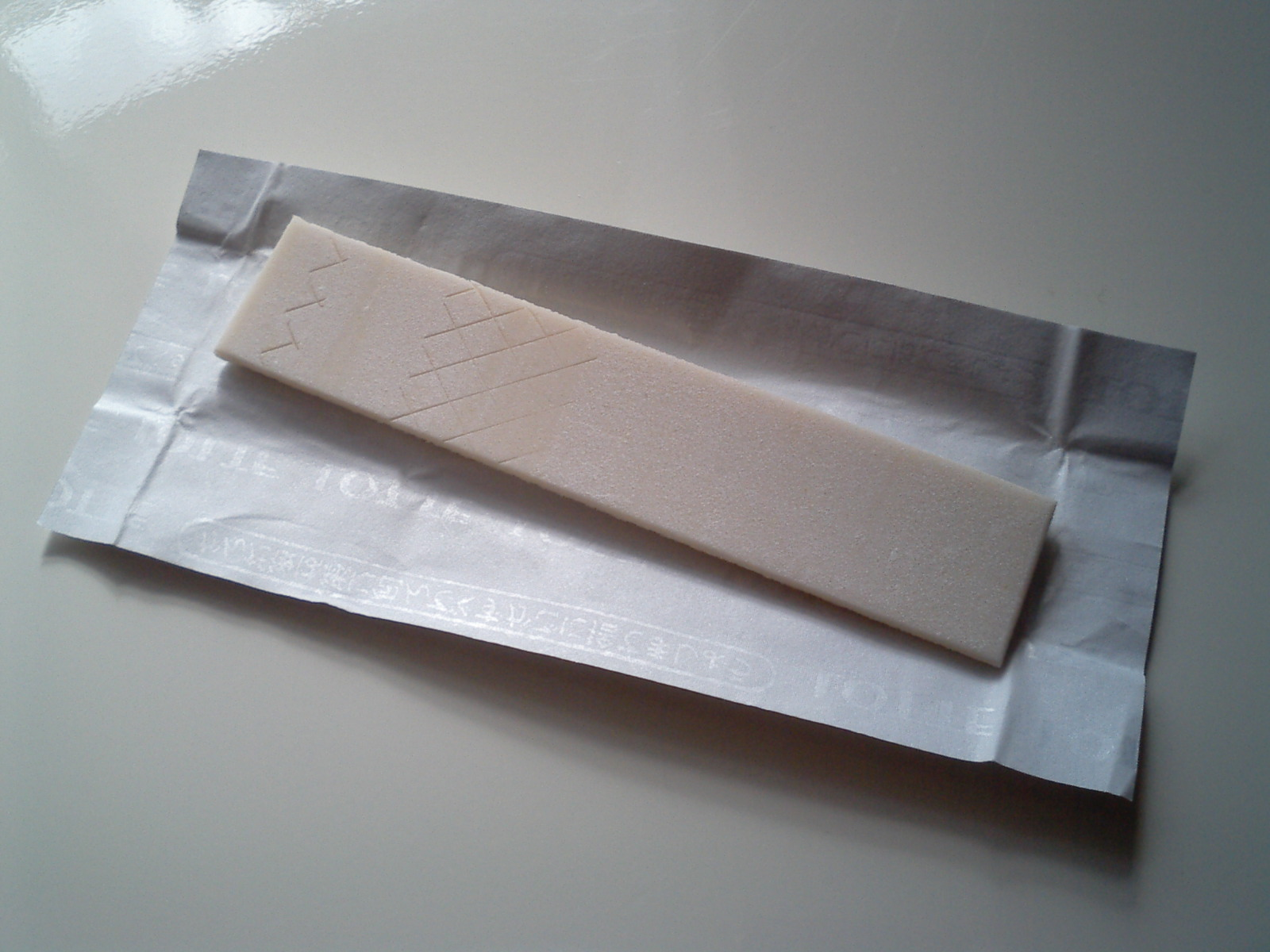

مُنع العلك في سنغافورة قانونًا في سنة 1992 ومراجعته كانت في سنة 2004. حيث أن استيراد أو بيع أي علكة للمضغ ممنوعة، منذ عام 2004، العلك الموجه للعلاج مسموح به إثر إتفاقية التبادل الحر مع الولايات المتحدة وسنغافورة..

## قانونا
العلك ممنوع من سنغافورة حسب النصوص المقننة للتصدير والإستيراد. بإستثناء العلك الموجه للتداوي، أي إستيراد آخر ممنوع. ومن الخطأ الشائع أن نعتقد أن كميات معقولة مسموح بها. ومع ذلك، وفقا للنصوص فإن «استيراد» يعني «إستيراد أو إدخال إلى سنغافورة، عن طريق البر أو البحر أو عبر الجو، من أي مكان خارج أراضي سنغافورة [...]» البضاعة، حتى لو لم يكن للتجارة. القانون لا ينص على تحديد  كميات للاستخدام الشخصي. ويترتب على ذلك أن تجلب العلكة في سنغافورة، ولوبكميات صغيرة، محظور.
يعاقب بالسجن لمدة سنة وغرامة قد تصل إلى 5500$ لمن يتاجر بالعلكة أو يدخلها إلى البلاد، وغرامة 500 إلى 1000$ لمن يمضغها في الشوارع العامة.

## التاريخ
وتعود أسباب هذا القانون إلى العام 1983 حين أرسل وزير التنمية توصية إلى رئيس وزراء البلد لي كوان يو بمنع مضغ العلكة لما تسببه من تكلفة في نظافة الأماكن العمومية، حيث يعمد السكان إلى لصق العلكة في صناديق البريد وعلى أزرار المصاعد أو في ثقوب مفاتيح الأبواب، ما سبب برفع قيمة أموال الصيانة وضياع وقت كبير. رفض رئيس الوزراء في ذلك الوقت ولم يستجب لطلب تغيير القانون، لكنّ وفي 1987 بعد أن تدشين نظام الميترو الجديد والذي كلف وقتاً ومبالغ كبيرة وكان أكبر مشروع يدشن في البلاد. تسببت مشكلة لصق العلكة على الأبواب التي تفتح وتقفل أتوماتيكياً إلى مشاكل كبيرة ما أدى إلى توقف القطارات وتعريض المسافرين للخطر. الأمر الذي دفع الدولة لاعتماد القانون في 1992 تحت الفصل 57 حيث يحظر استخدام العلكة إضافة للتدخين والخمر تحت قيود صارمة، وتم وقف استيراد العلكة، وأمهلت المحال فترة محددة للتخلص من مخزونها، مادفع البعض للسفر إلى ماليزيا لشراء العلكة وادخالها إلى البلاد. يُذكر أن الحكومة السنغافورية أقدمت على رفع الحظر بشكل جزئي مؤخراً لبعض أنواع العلكة التي تعنى بصحة الأسنان والتي تباع وفق وصفة طبيب الأسنان.